# Rustam Toʻlaganov
Rustam Tulqin o'gli Toʻlaganov (* 8. Oktober 1991 in Taschkent) ist ein usbekischer Profiboxer im Halbschwergewicht.
Als Amateur gewann er eine Bronzemedaille im Schwergewicht bei den Olympischen Spielen 2016.

## Amateurkarriere
Toʻlaganov ist rund 1,86 m groß und boxte seit 2011 in der Elite-Klasse auf internationaler Ebene. Er gewann Turniere in Kirgisistan, Usbekistan, Ukraine, Weißrussland und Bulgarien. Dabei besiegte er unter anderem Wang Xuanxuan, Darren O’Neill, Teymur Məmmədov, Heworh Manukjan und Ali Mazaheri.
Bei den Asienmeisterschaften 2011 und der asiatischen Olympiaqualifikation 2012 war er noch jeweils im ersten Kampf ausgeschieden, ehe er bei der Sommer-Universiade 2013 die Silbermedaille gewann. Er war dabei im Finale kampflos ausgestiegen, zuvor hatte er unter anderem Abdulqədir Abdullayev geschlagen. Bei den Weltmeisterschaften 2013 blieb er medaillenlos, nachdem er im Viertelfinale gegen Jewgeni Tischtschenko gescheitert war. Bei den Asienspielen 2014 unterlag er gegen Anton Pinchuk.
Bei den Asienmeisterschaften 2015 gewann er erneut eine Silbermedaille, als er erst im Finalkampf gegen Wassili Lewit ausschied. Er nahm anschließend an den Weltmeisterschaften 2015 teil und schied erneut im Viertelfinale gegen Erislandy Savón aus.
Durch seinen Sieg beim asiatischen Olympiaqualifikationsturnier 2016 in China erhielt er einen Startplatz bei den Olympischen Spielen 2016 in Rio de Janeiro. Dort kam er gegen Julio Castillo (3:0) und Abdulqədir Abdullayev (3:0) ins Halbfinale, schied dort gegen Jewgeni Tischtschenko aus (0:3) und gewann somit eine Bronzemedaille.

## Profikarriere
Sein Profidebüt gewann er am 27. Oktober 2017.